# Diazosma hirtipennis
Diazosma hirtipennis är en tvåvingeart som först beskrevs av Siebke 1863.  I den svenska databasen Dyntaxa används istället namnet Diazosma hirtipenne. Diazosma hirtipennis ingår i släktet Diazosma och familjen vintermyggor. Arten är reproducerande i Sverige. Inga underarter finns listade i Catalogue of Life.